# Histiotus diaphanopterus
Histiotus diaphanopterus — вид родини Лиликові (Vespertilionidae), ссавець ряду лиликоподібні (Vespertilioniformes, seu Chiroptera).

## Етимологія
лат. diaphanum — «прозорий», грец. πτερόν — «крило». Це стосується прозорих крил, які характерні цьому нового виду.

## Морфологія
Невеликого розміру, з довжиною голови й тіла від 52 до 60 мм, довжина передпліччя між 41,8 і 47,2 мм, довжина хвоста від 43 до 57 мм, довжина стопи між 7,6 і 10,9 мм, довжина вух між 27 і 33,1 мм і вага до 11 гр.
Волосяний покрив довгий і м'який. Спинна частина золотисто-коричневого кольору, у той час як черевна частина біла. Основа волосся темно-коричнева всюди. Вуха великі, трикутні, напівпрозорі.Кінчик довгого хвоста злегка виступає за межі широкої хвостової мембрани.

## Середовище проживання
Цей вид поширений в північно-східних бразильських штатах Сеара, Параїба, Баїя і Мараньян і в центрі Болівії. Живе в саванах, серед чагарників і сухих лісах.

## Звички
Ховається в щілинах, а іноді й у дахах покинутих будинків. Харчується комахами.